# Précubisme
Le Précubisme, également appelé Protocubisme ou Cubisme précoce, c'est un mouvement  transitionnel dans l'histoire de l'art occidental s'étendant de 1906 à 1910, caractérisé par des expérimentations poussées dans les arts visuels, en particulier la peinture. Les artistes proto-cubistes, tels que Pablo Picasso et Georges Braque, ont cherché à dépeindre des objets à travers des schémas géométriques de formes cubiques ou coniques.
Cette période se caractérise par l'élimination délibérée de l'illusion de la perspective classique, révélant ainsi l'essence constructive du monde physique de manière novatrice et radicale. Héritier du XIXe siècle, le Précubisme se distingue par une géométrisation radicale des formes et une palette de couleurs réduite par rapport au Fauvisme. Il marque ainsi la première phase expérimentale du Cubisme, annonçant une évolution vers des formes artistiques encore plus extrêmes à partir de 1911.
Les œuvres proto-cubistes représentent des objets à travers des schémas géométriques de formes cubiques ou coniques. Elles éliminent progressivement l'illusion de la perspective classique pour révéler l'essence constructive du monde physique. Le terme englobe les travaux de Pablo Picasso et Georges Braque, ainsi que ceux d'autres artistes en France au début des années 1900, tels que Juan Gris, Jean Metzinger, Albert Gleizes, Henri Le Fauconnier, Robert Delaunay, Fernand Léger, et des variantes développées en Europe. Ces œuvres proto-cubistes, aux styles disparates, influencent divers individus, groupes et mouvements, constituant une étape fondamentale dans l'histoire de l'art moderne du XXe siècle.

## Historique

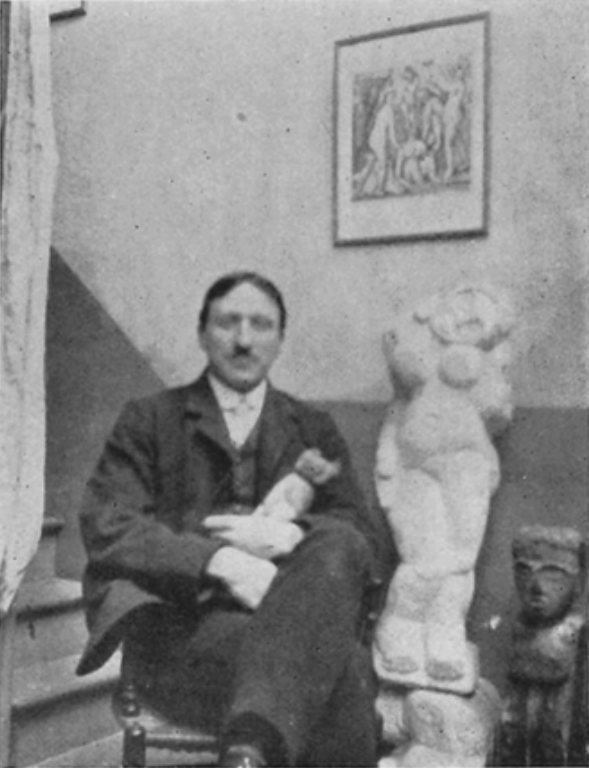
André Derain, sculpture, Nu debout, 1907, photo reproduit dans Gelett Burgess, The Wild Men of Paris, Architectural Record, mai 1910

Les fondements qui ont conduit à la création des œuvres proto-cubistes sont d'une nature diversifiée. Ni homogène ni isotrope, la progression de chaque artiste était unique. Les influences caractérisant cette période de transition s'étendent du post-impressionnisme au symbolisme, aux Nabis et au néo-impressionnisme, aux œuvres de Paul Cézanne, Georges Seurat et Paul Gauguin, ainsi qu'à la sculpture africaine, égyptienne, grecque, micronésienne, amérindienne, ibérique, et à l'art schématique ibérique.
En anticipation du Proto-Cubisme, l'idée de la forme inhérente à l'art depuis la Renaissance avait été remise en question. Les romantiques tels qu'Eugène Delacroix, les réalistes comme Gustave Courbet, et pratiquement tous les impressionnistes avaient abandonné une part significative du classicisme en faveur de la sensation immédiate. L'expression dynamique privilégiée par ces artistes représentait un défi en contraste avec les moyens statiques de l'expression promus par l'Académie. La représentation d'objets fixes occupant un espace était remplacée par des couleurs dynamiques et une forme en évolution constante. Pourtant, d'autres moyens seraient nécessaires pour abandonner complètement les fondements de longue date qui les entouraient. Alors que la liberté de l'impressionnisme avait certainement compromis son intégrité, il faudrait encore une autre génération d'artistes, non seulement pour démanteler l'édifice pièce par pièce, mais aussi pour reconstruire une configuration entièrement nouvelle, cube par cube.

### Paul Cézanne
Différents facteurs prédominants mobilisent le changement d'une forme artistique davantage représentationnelle vers une forme qui devient progressivement plus abstraite. Un des cas les plus significatifs se situe directement au sein des œuvres de Paul Cézanne, comme illustré dans une lettre adressée à Émile Bernard le 15 avril 1904 :  « Permettez-moi de vous répéter ce que je vous disais ici : traiter la nature par le cylindre, la sphère, le cône, le tout mis en perspective, soit que chaque côté d’un objet, d’un plan, se dirige vers un point central »

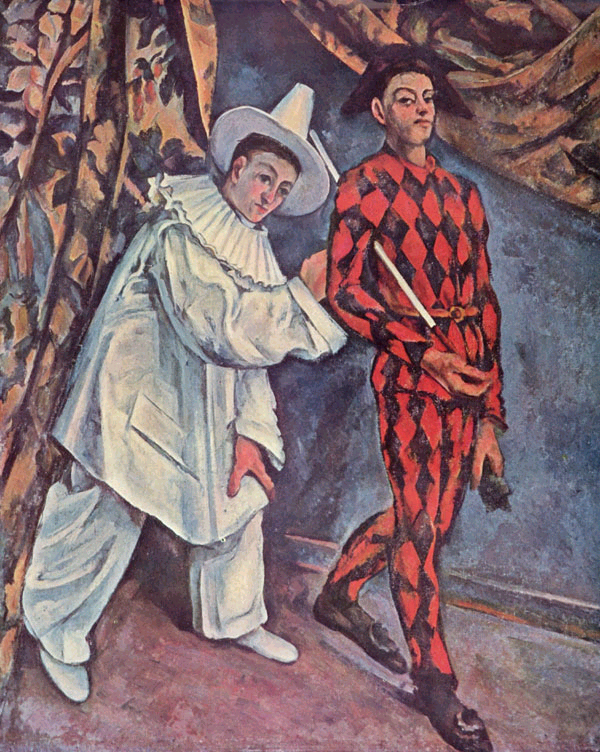
Paul Cézanne, 1888, Mardi gras (Pierot and Harlequin), oil on canvas, 102 cm × 81 cm (40 in × 32 in), Pushkin Museum, Moscow

En plus de sa préoccupation pour la simplification de la structure géométrique, Cézanne était attentif aux moyens de rendre l'effet du volume et de l'espace. Sa démarche plutôt classique de modulation des couleurs consistait à passer des tons chauds aux tons froids lorsque l'objet s'éloignait de la source de lumière. La rupture de Cézanne avec le classicisme se manifeste dans le traitement et l'application même de la peinture, un processus dans lequel ses coups de pinceau jouaient un rôle prépondérant. La compléxite de les variations ou modulations de la surface avec des planes superposés en décalage, des coleurs apparement arbitraires, des contrastes et valeurs combinees pour produire un fort effet de patchwork. De manière croissante dans ses œuvres ultérieures, Cézanne, acquérant une plus grande liberté artistique, développe un effet de patchwork plus étendu, audacieux, arbitraire, dynamique et de plus en plus abstrait. À mesure que les plans de couleur gagnent en indépendance formelle, les objets définis et les structures perdent progressivement leur identité.
Le critique d'art Louis Vauxcelles reconnaissait l'importance de Cézanne pour les Cubistes dans son article intitulé « De Cézanne au Cubisme », publié dans L'Éclair en 1920. Vauxcelles a souligné une double influence, à la fois "architecturale" et "intellectuelle". Il a mis en avant la déclaration d'Émile Bernard selon laquelle l'optique de Cézanne résidait "non pas dans l'œil, mais dans son cerveau".

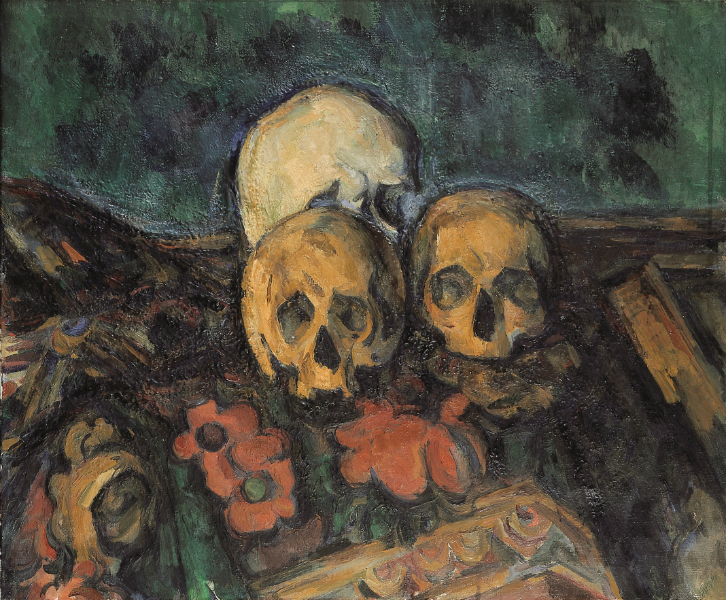
Paul Cézanne, 1904, Trois crânes sur un tapis d'Orient

Avec audace et une expertise en matière de conception artistique, Cézanne a instauré une forme d'art hybride. D'une part, il amalgamait l'imitatif et l'immobile, un système délaissé depuis la Renaissance, et d'autre part, il intégrait le mobile d'une autre ère, créant ainsi une hybridité entre les deux approches. Sa génération aurait pu, en négligeant ses intentions, percevoir son exécution contradictoire comme une forme d'impuissance. Toutefois, la génération suivante interpréterait cette dualité comme une démonstration de la génialité de Cézanne. Cézanne était perçu simultanément comme un classiciste par ceux qui recherchaient l'imitation de la nature et de la perspective dans ses œuvres, et comme un révolutionnaire par ceux qui percevaient sa rébellion contre l'imitation et la perspective classique. Les artistes parisiens du début du XXe siècle ne manqueraient pas de discerner ces tendances inhérentes dans l'œuvre de Cézanne.
Des avant-gardistes parisiens tels que Jean Metzinger, Albert Gleizes, Henri Le Fauconnier, Robert Delaunay, Pablo Picasso, Fernand Léger, André Lhote, Othon Friesz, Georges Braque, Raoul Dufy, Maurice de Vlaminck, Alexander Archipenko et Joseph Csaky avaient commencé à travailler en relation avec Cézanne. Une rétrospective de ces peintures a été exposée au Salon d'Automne en 1904, suivie de ses œuvres actuelles exposées en 1905 et 1906. Enfin, deux rétrospectives commémoratives ont eu lieu après sa mort en 1907. L'influence exercée par le travail de Cézanne suggère un passage du post-impressionnisme, du néo-impressionnisme, du divisionnisme et du fauvisme vers le cubisme.
La syntaxe de Cézanne n'inspirait que les cubistes en France, les futuristes en Italie, et Die Brücke, Der Blaue Reiter ainsi que les expressionnistes en Allemagne, mais créait aussi de nouveaux mouvements qui affluaient à travers l'art parisien, menaçant de déstabiliser au moins trois fondements de l'académisme : la méthode géométrique de la perspective utilisée pour créer l'illusion de la forme, l'espace et la profondeur depuis la Renaissance ; le figuratif, dérivé des objets physiques et donc représentationnel, ainsi que les esthétiques. À l'époque, on considérait aussi que l'objectif de tout art était la beauté, et que ceux qui n'étaient pas beaux ne pouvaient pas être considérés comme de l'art. Alors que les précubistes se révoltaient contre le concept selon lequel la beauté objective était essentielle pour la définition de l'art.

### Pablo Picasso
En juillet 1907, à la suite d’une visite au Musée du Trocadéro, où sont exposés des objets tribaux d’Afrique, Pablo Picasso remanie la partie droite de son tableau Les Demoiselles d'Avignon, en laquelle Kahnweiler verra la naissance du cubisme.
Toile révolutionnaire qui, en faisant cohabiter deux espaces abstraits, porte un coup fatal au principe d’unité de l’espace académique, elle retient pourtant l’attention de Braque en fin 1907. Marqué par Derain et les rétrospectives de Cézanne, Georges Braque avait renoncé au fauvisme. Engagé dans une recherche spatiale, il avait élaboré « le renversement de perspective » (Daix) et se libérait peu à peu du motif extérieur. Bien que procédant différemment, Braque – par un retour à Cézanne – et Picasso – via l’Art africain – manifestent le désir de créer un espace autonome. Au printemps 1908, Braque répond aux toiles primitivistes de Picasso vues au Bateau-Lavoir par  Le Grand Nu. Attirés « par la matérialisation de cet espace nouveau », « qui fut la direction maîtresse du Cubisme » (Braque), les artistes vont détruire l’espace de la perspective, limité au point de vue afin de trouver un espace révélant la vérité de l’objet. La phase cézanienne (1906-1910) concerne essentiellement Pablo Picasso, Georges Braque, Jean Metzinger, Albert Gleizes, Fernand Léger, Robert Delaunay, et Henri Le Fauconnier,,.
Durant une période africaine (1907-1909), Picasso s’intéresse à la figuration des volumes dans un espace court (Trois figures sous un arbre, 1907). Braque, quant à lui, suivant la lettre de Cézanne à Émile Bernard parue dans le Mercure de France (1907), « traiter la nature par le cylindre, la sphère, le cône », géométrise les volumes et impose une nouvelle vision de l’objet conceptualisée (Maison à l’Estaque, 1908), reprise par Picasso (Maisonnettes et arbres, 1908). Concentrés sur l’espace, Braque et Picasso soumettent les éléments picturaux à celui-ci, et émancipent le tableau. Refusés au Salon d'automne, les paysages de Braque, rapportés de l’Estaque, sont exposés chez Kahnweiler (novembre 1908).
Reprenant les termes de Matisse, membre du Jury du Salon, Louis Vauxcelles parle pour la première fois de « petits cubes » dans le quotidien Gil Blas. Bien qu’utilisé par dérision, ce qualificatif étendu au nom de cubisme devient, dès 1909, l’appellation officielle du mouvement.
En quête d’un espace tactile capable de mener les objets vers le spectateur, Braque étudie celui des natures mortes, puis peint des instruments de musique (1908-1909). Pour assouplir les compositions rigidifiées par l’écriture objective, Picasso fragmente les objets, et Braque les inonde de lumière.
En 1909, l’Espagnol montre par un basculement de plan la totalité des faces de l’objet et figure ainsi ses trois dimensions (La Femme assise, 1909). Fin 1909, l’espace de la perspective est détruit. Le tableau n’est plus « une fenêtre ouverte sur le monde » (Alberti), il ne figure plus l’illusion des trois dimensions de l’objet, mais sa totalité.